# Wereldkampioenschappen boksen vrouwen 2022
De wereldkampioenschappen boksen 2022 waren de twaalfde editie van de wereldkampioenschappen boksen voor vrouwen en vonden plaats van 8 tot en met 20 mei 2022 in Istanbul, Turkije.
Er werd door 310 boskers uit 72 landen gestreden in twaalf gewichtscategorieën. Voor het eerst in de geschiedenis van het vrouwentoernooi werden geldprijzen uitgekeerd aan de medaillewinnaars: US$ 100.000 aan de gouden medaillewinnaars, US$ 50.000 aan winnaars van zilver en US$ 25.000 aan winnaars van brons.
Naar aanleiding van de Russische invasie van Oekraïne verklaarde de Internationale Boksbond (IBA) op 2 maart 2022 dat Russische en Wit-Russische boksers waren uitgesloten van deelname aan het toernooi.

## Medailles
| Gewichtsklasse              | Goud               | Zilver              | Brons                                   |
| --------------------------- | ------------------ | ------------------- | --------------------------------------- |
| Minimumgewicht (45 – 48 kg) | Ayşe Çağırır       | Alua Balkibekova    | Aldana López Sevda Asenova              |
| Halfvlieggewicht (– 50 kg)  | Buse Naz Çakıroğlu | Ingrit Valencia     | Aziza Yokubova Laura Fuertes            |
| Vlieggewicht (– 52 kg)      | Nikhat Zareen      | Jutamas Jitpong     | Zhaina Shekerbekova Caroline de Almeida |
| Bantamgewicht (– 54 kg)     | Hatice Akbaş       | Lăcrămioara Perijoc | Dina Zholaman Preedakamon Tintabthai    |
| Vedergewicht (– 57 kg)      | Lin Yu-ting        | Irma Testa          | Karina Ibragimova Manisha Moun          |
| Lichtgewicht (– 60 kg)      | Rashida Ellis      | Beatriz Ferreira    | Alessia Mesiano Donjeta Sadiku          |
| Halfweltergewicht (– 63 kg) | Amy Broadhurst     | Imane Khelif        | Parveen Hooda Chelsey Heijnen           |
| Weltergewicht (– 66 kg)     | Busenaz Sürmeneli  | Charlie Cavanagh    | Ichrak Chaib Janjaem Suwannapheng       |
| Halfmiddengewicht (– 70 kg) | Lisa O'Rourke      | Alcinda Panguana    | Sema Çalışkan Valentina Khalzova        |
| Middengewicht (– 75 kg)     | Tammara Thibeault  | Atheyna Bylon       | Rady Gramane Davina Michel              |
| Halfzwaargewicht (– 81 kg)  | Gabriele Stonkute  | Oliwia Toborek      | Jessica Bagley Elif Güneri              |
| Zwaargewicht (+ 81 kg)      | Şennur Demir       | Khadija Mardi       | Lidia Fidura Mokhira Abdullaeva         |

## Medaillespiegel
| Plaats | Land             | Goud | Zilver | Brons | Totaal |
| 1      | Turkije          | 5    | 0      | 2     | 7      |
| 2      | Ierland          | 2    | 0      | 0     | 2      |
| 3      | Canada           | 1    | 1      | 0     | 2      |
| 4      | India            | 1    | 0      | 2     | 3      |
| 5      | Chinees Taipei   | 1    | 0      | 0     | 1      |
| 5      | Litouwen         | 1    | 0      | 0     | 1      |
| 5      | Verenigde Staten | 1    | 0      | 0     | 1      |
| 8      | Kazachstan       | 0    | 1      | 4     | 5      |
| 9      | Thailand         | 0    | 1      | 2     | 3      |
| 10     | Algerije         | 0    | 1      | 1     | 2      |
| 10     | Brazilië         | 0    | 1      | 1     | 2      |
| 10     | Italië           | 0    | 1      | 1     | 2      |
| 10     | Mozambique       | 0    | 1      | 1     | 2      |
| 10     | Polen            | 0    | 1      | 1     | 2      |
| 15     | Colombia         | 0    | 1      | 0     | 1      |
| 15     | Marokko          | 0    | 1      | 0     | 1      |
| 15     | Panama           | 0    | 1      | 0     | 1      |
| 15     | Roemenië         | 0    | 1      | 0     | 1      |
| 19     | Oezbekistan      | 0    | 0      | 2     | 2      |
| 20     | Argentinië       | 0    | 0      | 1     | 1      |
| 20     | Australië        | 0    | 0      | 1     | 1      |
| 20     | Bulgarije        | 0    | 0      | 1     | 1      |
| 20     | Frankrijk        | 0    | 0      | 1     | 1      |
| 20     | Kosovo           | 0    | 0      | 1     | 1      |
| 20     | Nederland        | 0    | 0      | 1     | 1      |
| 20     | Spanje           | 0    | 0      | 1     | 1      |
| Totaal | Totaal           | 12   | 12     | 24    | 48     |

Bron: AIBA

## Deelnemende landen
Aan het toernooi deden 310 boksers mee uit 73 landen, inclusief het IBA Fair Chance Team:
1. Algerije (4)
2. Argentinië (5)
3. Armenië (4)
4. Australië (10)
5. Barbados (1)
6. Bolivia (2)
7. Brazilië (4)
8. Bulgarije (6)
9. Burundi (1)
10. Canada (4)
11. Kaapverdië (1)
12. Kaaimaneilanden (1)
13. Chili (1)
14. Chinees Taipei (7)
15. Colombia (4)
16. Congo-Kinshasa (5)
17. Dominicaanse Republiek (3)
18. Duitsland (7)
19. Egypte (2)
20. Engeland (4)
21. Fair Chance Team (2)
22. Finland (2)
23. Frankrijk (5)
24. Griekenland (2)
25. Guatemala (1)
26. Haïti (1)
27. Hongarije (4)
28. Indonesië (12)
29. Ierland (9)
30. Italië (8)
31. Japan (8)
32. Kazachstan (12)
33. Kenia (10)
34. Kosovo (1)
35. Koeweit (1)
36. Kirgizië (1)
37. Kroatië (4)
38. Letland (1)
39. Litouwen (3)
40. Mali (1)
41. Mexico (3)
42. Mongolië (9)
43. Marokko (6)
44. Mozambique (2)
45. Nederland (1)
46. Nepal (4)
47. Oekraïne (12)
48. Oezbekistan (10)
49. Panama (1)
50. Paraguay (1)
51. Filipijnen (1)
52. Polen (8)
53. Puerto Rico (5)
54. Roemenië (5)
55. Schotland (1)
56. Senegal (2)
57. Servië (6)
58. Sierra Leone (1)
59. Slowakije (1)
60. Slovenië (1)
61. Spanje (5)
62. Tadzjikistan (4)
63. Thailand (6)
64. Tonga (1)
65. Trinidad en Tobago (2)
66. Turkije (12)
67. Venezuela (5)
68. Verenigde Staten (8)
69. Vietnam (1)
70. Wales (2)
71. Zuid-Afrika (8)
72. Zuid-Korea (10)
73. Zweden (2)